# Halodule
Halodule es un género botánico de plantas marinas perteneciente a la familia Cymodoceaceae. Son hierbas marinas que se extienden por todos los océanos.  Comprende 11 especies descritas y de estas, solo 6 aceptadas.

## Descripción
Rizomas con raíces en los nudos; tallos con 1–4 hojas y abrazados por escamas escariosas, elípticas u ovadas. Hojas sésiles; vaina 1–6 cm de largo; lámina comprimida, entera excepto en el ápice, frecuentemente adelgazada en la base, con 3-nervios, el principal conspicuo y ampliado en el ápice, los laterales inconspicuos, cada uno terminando en un diente, los ápices 2–3-dentados. Flores terminales, solitarias, cada una envuelta por una bráctea frondosa; flores estaminadas con anteras unidas dorsalmente en la base y unidas a los pedúnculos en niveles diferentes; flores pistiladas subsésiles, el estilo alargado. Fruto como aquenio, ligeramente comprimido, subgloboso a ovoide, con un rostro corto.

## Distribución
Género con 6 especies ampliamente distribuidas a lo largo de las costas de los océanos tropicales y subtropicales de ambos hemisferios.

## Taxonomía
El género fue descrito por Stephan Ladislaus Endlicher  y publicado en Genera Plantarum 1368–1369. 1841. La especie tipo es: Halodule tridentata (Steinh.) Endl. ex Unger. = Halodule uninervis (Forsk.) Boiss., 1882

## Especies aceptadas
A continuación se brinda un listado de las especies del género Halodule aceptadas hasta mayo de 2013, ordenadas alfabéticamente. Para cada una se indica el nombre binomial seguido del autor, abreviado según las convenciones y usos.
- Halodule bermudensis den Hartog, 1964
- Halodule ciliata (den Hartog) den Hartog, 1964
- Halodule emarginata  den Hartog, 1970
- Halodule pinifolia (Miki) den Hartog, 1964
- Halodule uninervis (Forsk.) Boiss., 1882
- Halodule wrightii Asch., 1868